# Jakob Ackeret
Jakob Ackeret (Zurique, 17 de março de 1898 — Küsnacht, 27 de março de 1981) foi um engenheiro aeronáutico suíço.
É conhecido como um dos principais engenheiros aeronáuticos do século XX.

## Formação
Graduado em engenharia mecânica pelo Instituto Federal de Tecnologia de Zurique (ETH Zurique), em 1920, supervisionado por Aurel Stodola. Trabalhou de 1921 a 1927 com Ludwig Prandtl no "Aerodynamische Versuchsanstalt" em Göttingen.

## Carreira acadêmica
Foi professor de aerodinâmica no Instituto Federal de Tecnologia de Zurique (ETH Zurique) em 1931, onde Wernher von Braun foi um de seus alunos.

## Pesquisa
Ackeret era especialista em turbinas de gás e ficou conhecido por suas pesquisas com propulsores e com problemas em propulsão de alta velocidade. 
Quando estava no Instituto Federal de Tecnologia de Zurique, participou ativamente na solução de problemas práticos de engenharia, como no desenho de propulsores de passo variável para embarcações e aeronaves. Sua invenção mais importante, desenvolvida em conjunto com C. Keller, foi a turbina a gás com circuito fechado. Além disso, introduziu o Número de Mach para descrição de múltiplas velocidades do som. 
Em 1976, foi eleito membro associado estrangeiro da Academia Nacional de Engenharia dos Estados Unidos, por suas "contribuições ai entendimento da alta velocidade e da mecânica de fluidos superssonicos, que conduziram à melhorias significantes à ciência do voo".